# Zemljevid iz Madabe
Zemljevid iz Madabe, znan tudi kot mozaični zemljevid iz Madabe, je del talnega mozaika v zgodnji bizantinski cerkvi svetega Jurija v Madabi v Jordaniji. Zemljevid iz Madabe je na Bližnjem vzhodu, del pa vsebuje najstarejšo ohranjeno originalno kartografsko upodobitev Svete dežele in še posebej Jeruzalema. Izvira iz 6. stoletja našega štetja.

## Zgodovina
Mozaični Zemljevid iz Madabe prikazuje Jeruzalem z Novo cerkvijo Matere božje, ki je bila posvečena 20. novembra 542. Stavbe, postavljene v Jeruzalemu po letu 570, niso upodobljene, kar omejuje časovno obdobje nastanka na obdobje med 542 in 570. Mozaik so naredili neznani umetniki, verjetno za krščansko skupnost Madabe, ki je bila takrat sedež škofa. Leta 614 je Madabo osvojilo Sasanidsko cesarstvo. V 8. stoletju je vladajoči muslimanski Omajadski kalifat iz mozaika odstranil nekaj figuralnih motivov. Leta 746 je Madabo v veliki meri uničil potres in je bila nato zapuščena.
Mozaik je bil ponovno odkrit leta 1884 med gradnjo nove grške pravoslavne cerkve na mestu njene starodavne predhodnice. Jeruzalemski patriarh Nikodem I. je bil obveščen o najdbi, vendar do leta 1896 niso bile izvedene nobene raziskave. 
V naslednjih desetletjih so velike dele mozaičnega zemljevida poškodovali požari, dejavnosti v novi cerkvi in vplivi vlage. Decembra 1964 je fundacija Volkswagen dodelila Deutscher Verein für die Erforschung Palästinas ('Nemško društvo za raziskovanje Palestine') 90.000 DM za ohranjanje mozaika. Leta 1965 sta se arheologa Heinz Cüppers in Herbert Donner lotila restavriranja in konserviranja preostalih delov mozaika.

## Opis
Talni mozaik je v apsidi cerkve svetega Jurija v Madabi. Ni usmerjen proti severu, kot sodobni zemljevidi, ampak je proti oltarju obrnjen proti vzhodu tako, da položaj mest na zemljevidu sovpada z dejanskimi smermi kompasa. Prvotno je meril 21 × 7 m in je vseboval več kot dva milijona teser. Njegove trenutne dimenzije so 16 x 5 m.

### Topografska predstavitev
Mozaični zemljevid prikazuje območje od Libanona na severu do delte Nila na jugu in od Sredozemskega morja na zahodu do Vzhodne puščave. Med drugimi značilnostmi je prikazano Mrtvo morje z dvema ribiškima čolnoma, različni mostovi, ki povezujejo bregove reke Jordan, ribe, ki plavajo v reki in se umikajo iz Mrtvega morja; lev (postal skoraj neprepoznaven z vstavitvijo naključnih teser v obdobju ikonoklazma), ki lovi gazelo v puščavi Moab, obroč palm okrog Jeriha, Betlehem in druge svetopisemske krščanske kraje. Zemljevid je morda deloma služil lažji orientaciji romarjev v Sveti deželi. Vse pokrajinske enote so označene z razlagami v grščini. Kombinacija perspektive in zračnega pogleda prikazuje približno 150 mest in vasi, ki so vsa označena.
Največji in najbolj podroben element topografske upodobitve je Jeruzalem v središču zemljevida. Mozaik jasno prikazuje številne pomembne strukture v starem mestu Jeruzalema: Damaščanska vrata, Levja vrata, Zlata vrata, Sionska vrata,  Bazilika Božjega groba, Nova cerkev Matere božje, Davidov stolp in Cardo Maximus. Prepoznavna upodobitev urbane topografije je ključni vir bizantinskega Jeruzalema. Edinstvene so tudi podrobne upodobitve mest, kot so Neapolis, Aškelon, Gaza, Pelusium in Karakmoba, ki so skoraj dovolj podrobni, da jih lahko opišemo kot ulične zemljevide.

## Znanstveni pomen
Mozaični zemljevid iz Madabe je najstarejši znani geografski talni mozaik v zgodovini umetnosti. Veliko se uporablja za lokalizacijo in preverjanje svetopisemskih mest. Študija zemljevida je imela pomembno vlogo pri odgovoru na vprašanje o topografski lokaciji Aškelona (Asqalan na zemljevidu). Leta 1967 so izkopavanja v judovski četrti Jeruzalema razkrila Novo cerkev in Cardo Maximus na mestih, ki jih je predvidel zemljevid iz Madabe.
Februarja 2010 so izkopavanja še bolj utemeljila točnost z odkritjem ceste na zemljevidu, ki poteka skozi središče Jeruzalema. Po zemljevidu je bil glavni vhod v mesto skozi velika vrata, ki so se odpirala v široko osrednjo ulico. Do odkritja arheologi zaradi močnega prometa za pešce niso mogli izkopati tega najdišča. Ob infrastrukturnih delih v bližini Jaffinih vrat so bili na globini 4 metrov pod zemljo odkriti veliki tlakovci, ki dokazujejo, da je takšna cesta obstajala.

## Kopijezemljevida iz Madabe
Kopija zemljevida je v zbirki Arheološkega inštituta na Univerzi v Göttingenu. Izdelali so ga med konservatorskim delom na Madabi leta 1965 arheologi Rheinisches Landesmuseum, Trier. 
Kopija, ki so jo izdelali učenci mozaične šole v Madabi, je v preddverju Akademisches Kunstmuseum v Bonnu. 
V avli YMCA v Jeruzalemu je v tleh vgrajena replika zemljevida.

### Zgodnji viri
- M.-J. Lagrange (July 1897). "JÉRUSALEM D'APRÈS LA MOSAÏQUE DE MADABA". Revue Biblique. Peeters Publishers. 6 (3): 450–458. JSTOR 44101959.

### Poznejši viri
- Leal, Beatrice. "A Reconsideration of the Madaba Map." Gesta 57, no. 2 (Fall 2018): 123-143.
- Madden, Andrew M., "A New Form of Evidence to Date the Madaba Map Mosaic," Liber Annuus 62 (2012), 495-513.
- Hepper, Nigel; Taylor, Joan, "Date Palms and Opobalsam in the Madaba Mosaic Map," Palestine Exploration Quarterly, 136,1 (April 2004), 35-44.
- Herbert Donner: The Mosaic Map of Madaba. Kok Pharos Publishing House, Kampen 1992, ISBN 90-390-0011-5
- Herbert Donner; Heinz Cüppers (1977). Die Mosaikkarte von Madeba: Tafelband; Abhandlungen des Deutschen Palästinavereins 5. Otto Harrassowitz Verlag. ISBN 978-3-447-01866-1.
- Michael Avi-Yonah: The Madaba mosaic map. Israel Exploration Society, Jerusalem 1954
- Michele Piccirillo: Chiese e mosaici di Madaba. Studium Biblicum Franciscanum, Collectio maior 34, Jerusalem 1989 (Arabische Edition: Madaba. Kana'is wa fusayfasa', Jerusalem 1993)
- Kenneth Nebenzahl: Maps of the Holy Land, images of Terra Sancta through two millennia. Abbeville Press, New York 1986, ISBN 0-89659-658-3
- Adolf Jacoby: Das geographische Mosaik von Madaba, Die älteste Karte des Heiligen Landes. Dieterich’sche Verlagsbuchhandlung, Leipzig 1905
- Weitzmann, Kurt, ed., Age of spirituality: late antique and early Christian art, third to seventh century, no. 523, 1979, Metropolitan Museum of Art, New York, ISBN 9780870991790